# Drosera fulva
Drosera fulva är en sileshårsväxtart som beskrevs av Jules Émile Planchon. Drosera fulva ingår i släktet sileshår, och familjen sileshårsväxter.
Artens utbredningsområde är:
- Northern Territory, Australien.
- Coral Sea Islands.
- Queensland.

Inga underarter finns listade i Catalogue of Life.

## Bildgalleri